# I'm Coming Out
I'm Coming Out är en låt som är framförd av Diana Ross. Låten används som intromusik i TV-programmet Körslaget sedan dess premiär 2008 på TV4.